# Hecatera intermedia
Hecatera intermedia är en fjärilsart som beskrevs av Walker 1858. Hecatera intermedia ingår i släktet Hecatera och familjen nattflyn. Inga underarter finns listade i Catalogue of Life.

## Bildgalleri

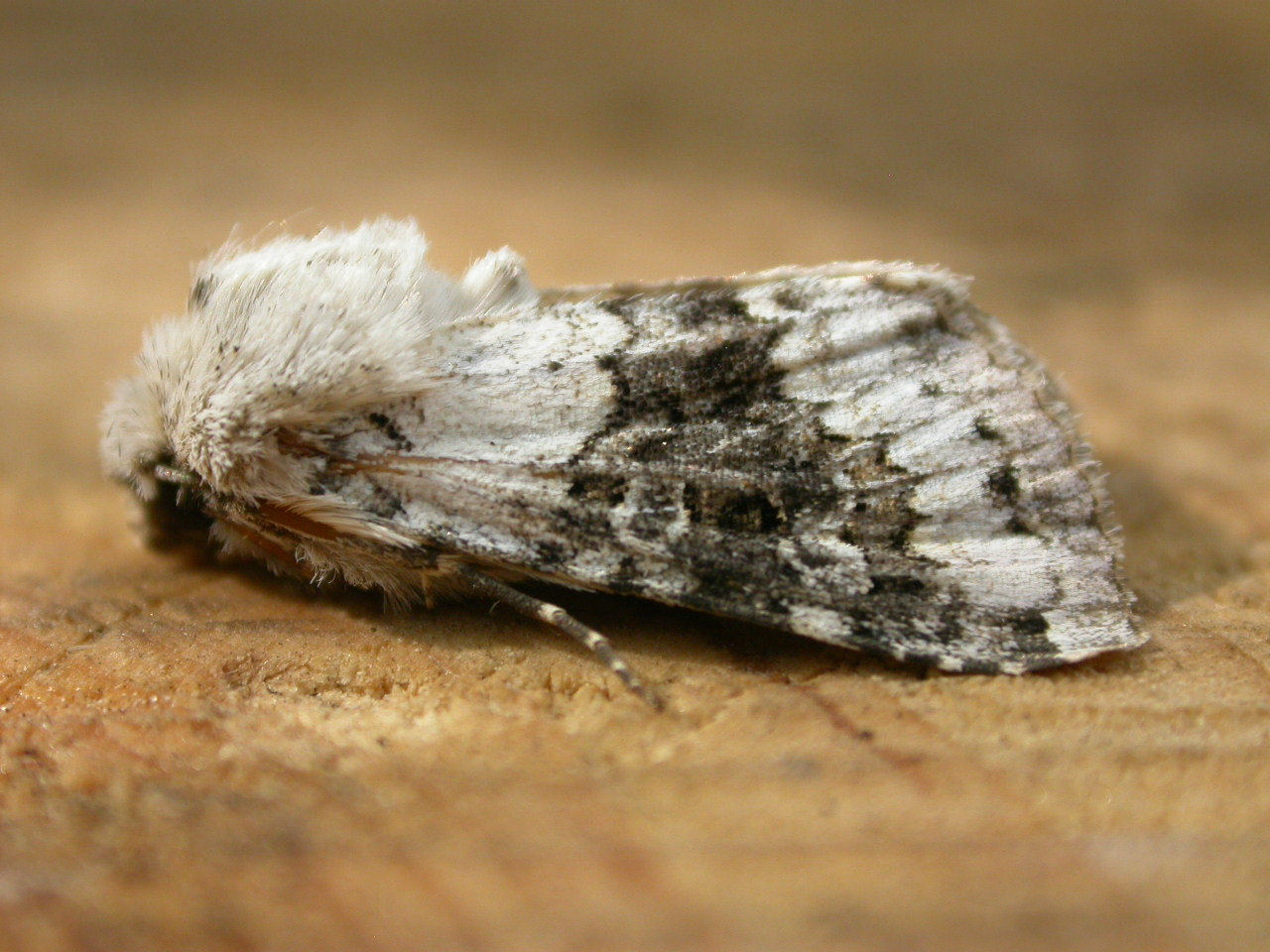
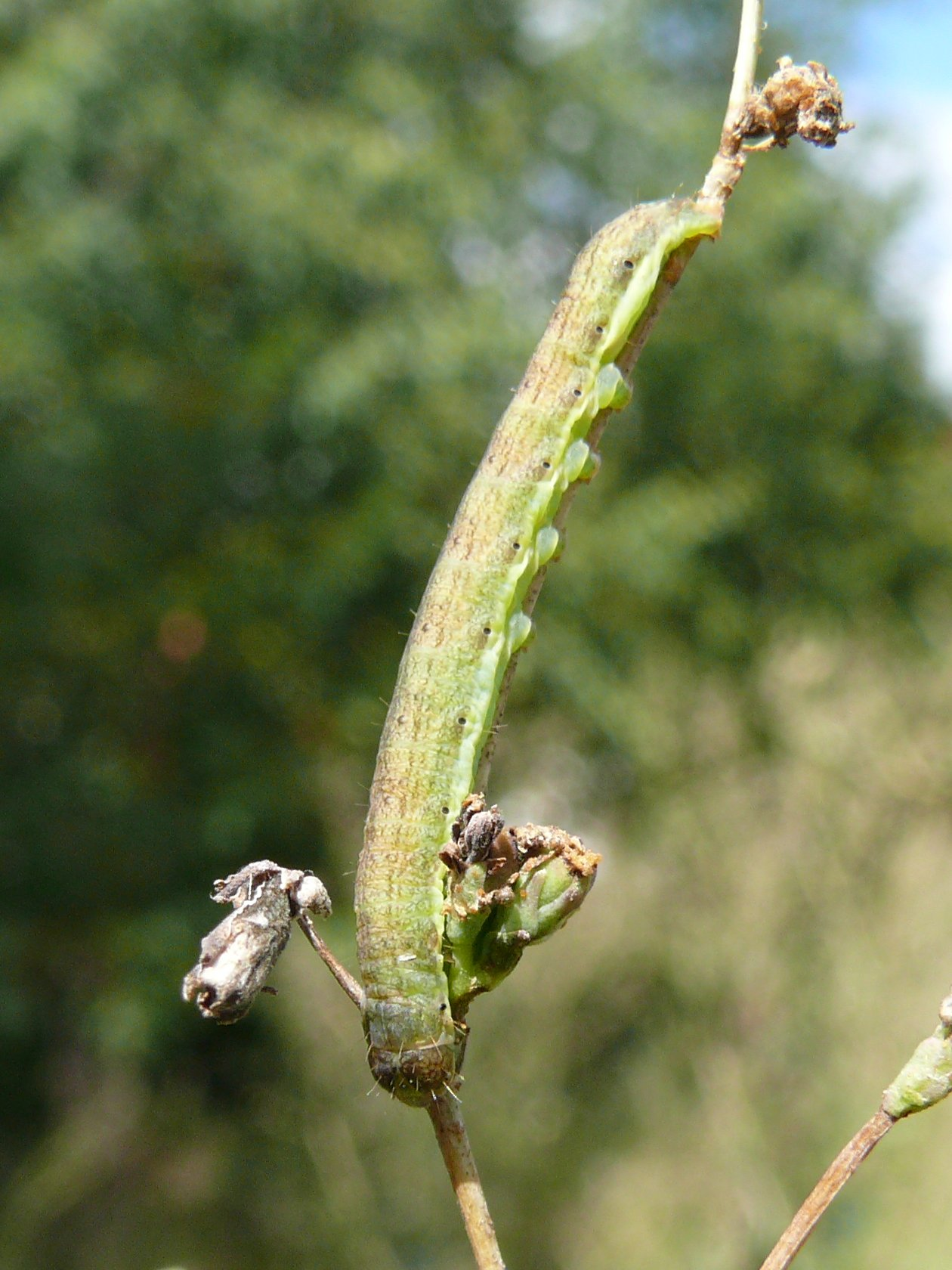
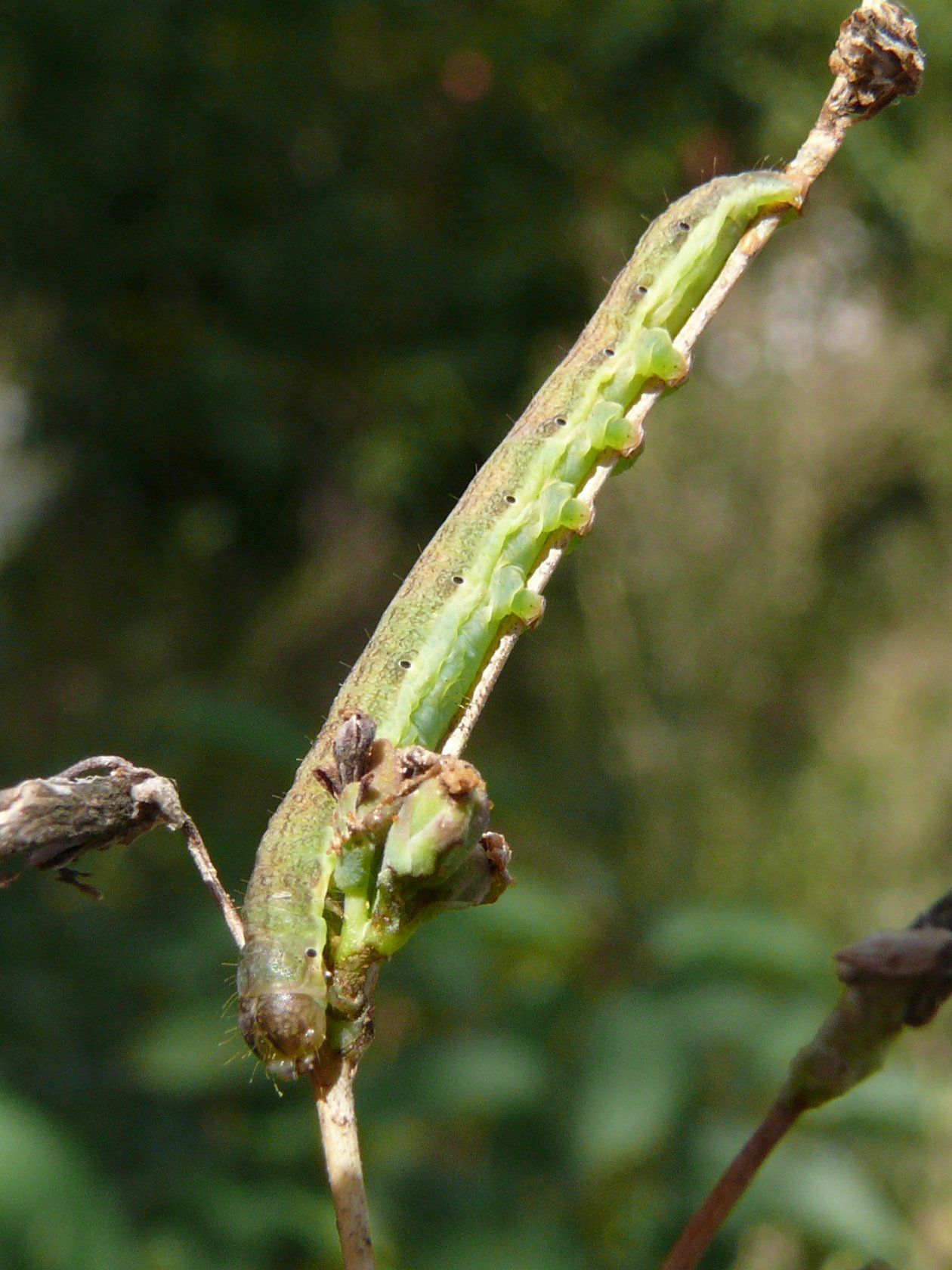